# Rue de la Tixéranderie
La rue de la Tixéranderie est une ancienne rue de Paris, disparue dans les années 1850 lors du prolongement de la rue de Rivoli. Elle était située à cheval sur les anciens 7e et 9e arrondissements.

## Situation
Située dans les anciens 7e et 9e arrondissements, la rue de la Tixéranderie, d'une longueur de 352 mètres, commençait au 2, rue Jean-Pain-Mollet et au 22, rue Jean-de-l'Épine et finissait au 1, rue Renaud-Lefèvre et rue du Pourtour.
Les numéros impairs, de 1 à 29 et les numéros pairs, de 2 à 22 étaient du quartier des Arcis, de l'ancien 7e arrondissement
Les numéros impairs, de 31 à la fin étaient du quartier du Marché-Saint-Jean, de l'ancien 7e arrondissement
Les numéros pairs, de 24 à la fin étaient du quartier de l'Hôtel-de-Ville, de l'ancien 9e arrondissement.
Les numéros de la rue étaient noirs. Le dernier numéro impair était le no 85 et le dernier numéro pair était le no 92.
Elle était prolongée à l'ouest par la rue de la Coutellerie et à l'est par la rue Saint-Antoine.
D'ouest en est, y accédaient :
- la rue de la Poterie-des-Arcis (côté nord) ;
- la rue du Mouton (côté sud) ;
- la rue des Coquilles (côté nord) ;
- la rue des Vieilles-Garnisons (côté sud) ;
- la rue du Coq-Saint-Jean (côté nord) ;
- la rue des Deux-Portes-Saint-Jean (côté nord) ;
- la rue du Tourniquet-Saint-Jean (côté sud) ;
- l'impasse Saint-Faron (côté nord) ;
- la rue des Mauvais-Garçons (côté nord).

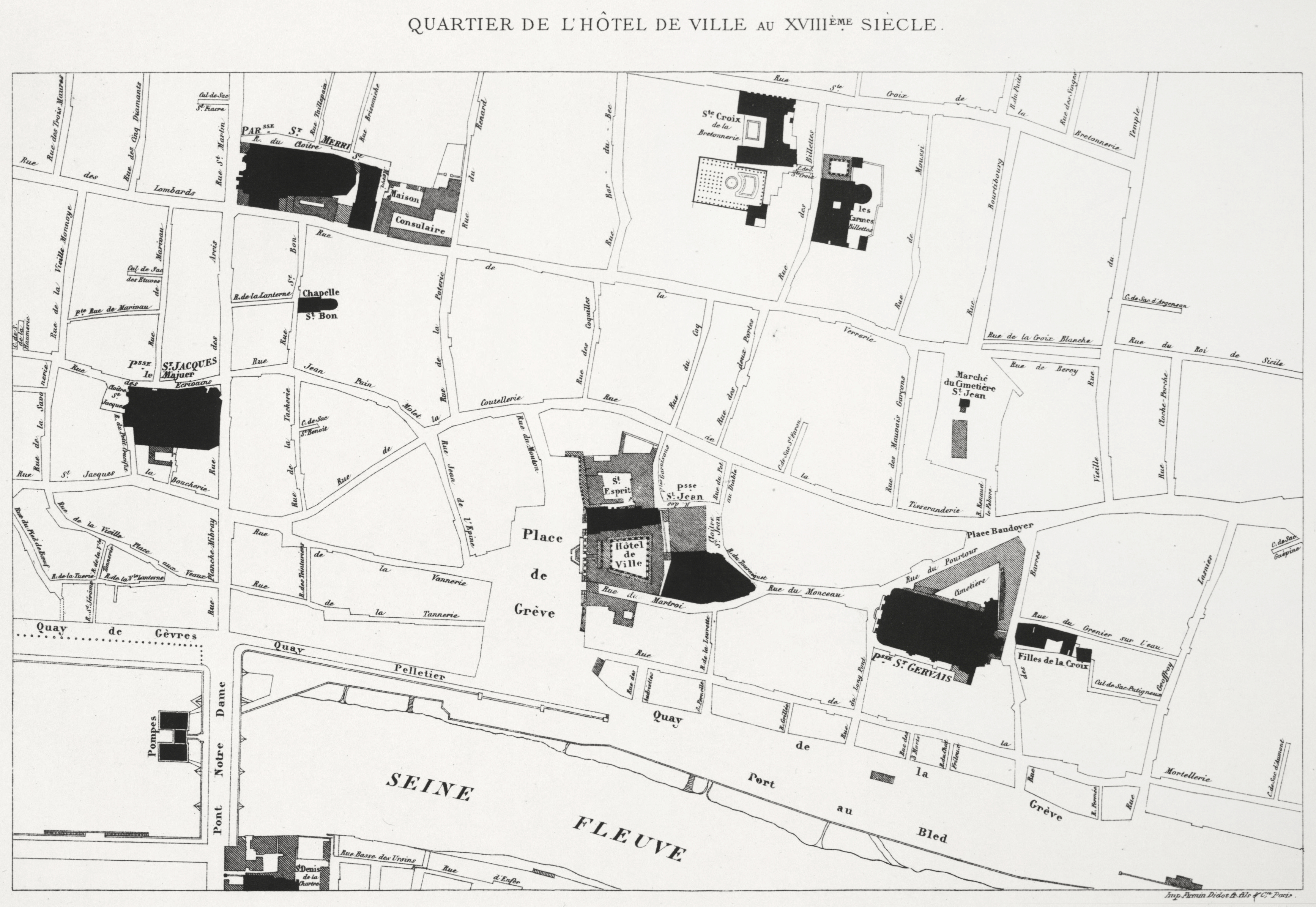
Quartier de l'Hôtel-de-Ville au XVIIIe siècle avec la rue de la Tixéranderie.

## Origine du nom
Elle devait cette dénomination à des tisserands qui étaient venus l'habiter.

## Historique
La rue était déjà entièrement bâtie sous le règne de Louis VII le Jeune (1137-1180).
La partie entre la rue Jean-Pain-Mollet et la rue du Mouton était nommée « rue de la Vieille-Oreille » tandis que le reste de la voie était appelé « rue de la Tixéranderie » comme l'indique un contrat inséré dans le Trésor des Chartes en date de décembre 1263.
Elle faisait partie d'un axe est-ouest reliant le quartier de la Boucherie au quartier Saint-Antoine. Cet axe était composé d'ouest en est des rues Saint-Jacques-de-la-Boucherie, de la Coutellerie, de la Tixéranderie et Saint-Antoine (section aujourd'hui rattachée à la rue François-Miron).
Elle est citée dans Le Dit des rues de Paris, de Guillot de Paris, sous le nom « rue de la Viez Tiesseranderie ».
Elle est citée sous le nom de « rue de la Tisseranderie » dans un manuscrit de 1636.
La rue appartenait, juste avant la Révolution française, à la paroisse Saint-Jean-en-Grève à l'exception de la partie sud-est de la rue qui faisait partie de la paroisse Saint-Gervais.
Une décision ministérielle du 13 thermidor an VI (31 juillet 1798) signée François de Neufchâteau fixe la moindre largeur de cette voie publique à 8 mètres. Cette largeur est portée à 12 mètres, en vertu d'une ordonnance royale du 26 décembre 1830.
La rue est supprimée dans le cadre des travaux de transformations de Paris sous le Second Empire. Pour permettre le percement de la rue de Rivoli, le dégagement de l'hôtel de ville de Paris et la construction de la caserne Napoléon, un décret de 1850 déclare d'utilité la destruction des maisons de la rue,.